# Norrbacka
Norrbacka är en bebyggelse i Österåkers kommun i Stockholms län, belägen öster om Skeppsbol. SCB avgränsade här en småort från 1995 till 2023.